# 井上堯之バンド
井上堯之バンド（いのうえたかゆきバンド）は、井上堯之をリーダーとするバンドグループ。テレビドラマ『太陽にほえろ!』『寺内貫太郎一家』『傷だらけの天使』などの音楽を担当した。

## メンバー

### 再結成時のメンバー
| 人名                             | 生年月日                               | 出身地             | 担当           |
| -------------------------------- | -------------------------------------- | ------------------ | -------------- |
| 井上堯之 （いのうえ たかゆき）   | 1941年3月15日 - 2018年5月2日（77歳没） | 兵庫県神戸市       | ギター         |
| 渡辺建 （わたなべ けん）         | 1953年6月28日（72歳）                  | 東京都杉並区       | ベース         |
| ミッキー吉野 （ミッキー よしの） | 1951年12月13日（73歳）                 | 神奈川県横浜市     | キーボード     |
| 樋口晶之 （ひぐち まさゆき）     | 1954年2月24日 - 2017年7月3日（63歳没） | 愛知県名古屋市     | ドラム         |
| 速水清司 （はやみ きよし）       | 1951年2月3日（74歳）                   | 鹿児島県沖永良部島 | ギター         |
| 鈴木明男 （すずき あきお）       | 1952年6月10日（73歳）                  | 静岡県             | サクソフォーン |

### 元メンバー
| 人名                             | 生年月日              | 出身地         | 担当       | 在籍期間        |
| -------------------------------- | --------------------- | -------------- | ---------- | --------------- |
| 岸部修三 （きしべ しゅうぞう）   | 1947年1月9日（78歳）  | 京都府京都市   | ベース     | 1971年 - 1975年 |
| 大野克夫 （おおの かつお）       | 1939年9月12日（85歳） | 京都府京都市   | キーボード | 1971年 - 1980年 |
| 原田裕臣 （はらだ ゆうじん）     | 1944年2月14日（81歳） | 神奈川県川崎市 | ドラム     | 1971年 - 1974年 |
| 田中清司 （たなか きよし）       | 1948年1月1日（77歳）  |                | ドラム     | 1974年 - 1975年 |
| 佐々木隆典 （ささき たかのり）   |                       |                | ベース     | 1975年 - 1980年 |
| 鈴木二朗 （すずき じろう）       |                       |                | ドラム     | 1975年 - 1980年 |
| 羽岡利幸 （はおか としゆき）     |                       |                | キーボード | 1976年 - 1980年 |
| 松原秀樹 （まつばら ひでき）     | 1961年11月2日（63歳） | 大阪府大阪市   | ベース     | 1997年          |
| 友成好宏 （ともなり よしひろ）   | 1958年8月6日（67歳）  | 北海道滝川市   | キーボード | 1997年          |
| 沼澤尚 （ぬまざわ たかし）       | 1960年4月19日（65歳） | 東京都新宿区   | ドラム     | 1997年          |
| 長谷川雅大 （はせがわ まさひろ） |                       |                | ギター     | 1997年          |

## 概要
1971年2月1日に、ザ・スパイダース、ザ・タイガース、ザ・テンプターズの元メンバーで結成されたスーパーグループ「PYG」から発展した。
1972年に、PYGのリードボーカルである萩原健一が主演のテレビドラマ『太陽にほえろ!』がヒットし、萩原の俳優としての評価が徐々に高まると、萩原が参加できる時はPYGとして、参加できない時には、もう一人のリードボーカルである沢田研二を前面に出した形で沢田研二と井上堯之バンド（または井上堯之グループ）として活動するようになる。
井上堯之バンドの代表曲「太陽にほえろ!メインテーマ」や同ドラマのサウンドトラックも、レコーディング時はPYGとしてレコーディングされ、マスターテープのラベルやトラックシートにはPYGと明記されている。
1975年9月から1976年10月まで井上堯之ウォーターバンドという名義で活動していた。

## 略歴
PYGは、1972年11月21日に発売したラストシングル「初めての涙」を最後に、自然消滅の形で終焉を迎えた。沢田は本格的にソロシンガーへ転向、萩原は俳優活動を本格化させ、残りのメンバー、井上堯之（ギター）、大野克夫（オルガン）、岸部修三（現岸部一徳）（ベース）、原田裕臣（ドラムス）の4人で井上堯之バンドとして始動する。
主に、沢田のバックバンドや、萩原が出演する作品の音楽を担当。沢田が第23回NHK紅白歌合戦（昭和47年）に初出場した際にはザ・いのうえバンドとしてバックバンドを担当し、これが、歌手が専属バンドを率いる最初のきっかけとなった。沢田との結びつきは非常に強く、PYG時代と同じように、沢田と井上堯之バンドをひとつのロックグループという意識で活動していた。
内田裕也のGSバンド「ザ・フラワーズ」のボーカルだった麻生レミや、ガロなどのバックバンドを担当することもあった。
テレビドラマ『太陽にほえろ!』『寺内貫太郎一家』『傷だらけの天使』『悪魔のようなあいつ』『前略おふくろ様』など、1970年代を代表する作品の音楽を担当。沢田主演の映画『炎の肖像』（日活、1974年公開）では井上堯之バンドの演奏シーンを見ることができる。
メンバーチェンジも行われ、1974年には元「ジプシー・ブラッド」の速水清司が加入し、ドラムスも田中清司に交代。1975年6月にはベースの岸部が脱退し、俳優に転向している。
1980年1月24日、『沢田研二日劇新春公演』の最終日に、井上堯之バンドは解散した。解散後は大野克夫が率いる大野克夫バンドが結成され『太陽にほえろ!』の音楽担当を引き継ぎ、沢田の新バックバンド「オールウェイズ」には、鈴木二朗と羽岡利幸が残留した。

## 再結成
萩原が1974年に主演したテレビドラマ『傷だらけの天使』が、1997年に豊川悦司らの主演でリメイクされ、そのサウンドトラックを担当するために井上が若手ミュージシャンを集め、井上堯之バンドの名で再結成したが、オリジナルメンバーが井上本人のみであり事実上の再結成ではない。
2003年に萩原が13年ぶりのコンサートツアーを開催した際にバックバンドを務めたメンバー（速水清司、ミッキー吉野ら）と井上が、井上堯之バンドとして再結成ライブを行い、客席に来ていた沢田をステージに呼んで「時の過ぎゆくままに」を歌った。この時もオリジナルメンバーは井上と速水のみであるが、ミッキー吉野はGS時代には「ザ・ゴールデン・カップス」のメンバーであり、また1975年にはゴダイゴの前身バンドである「ミッキー吉野グループ」として井上堯之バンドとともに沢田のツアーバンドを務めたこともあるなど、1997年に再結成した時よりは1970年代当時の井上堯之バンドにゆかりのある人物が集まった。

## ディスコグラフィ

### 太陽にほえろ関連

#### シングル
| 発売日               | 規格品番             | 順位                 | メインタイトル                       | 面                                     | 曲名                                 |
| ポリドール・レコード | ポリドール・レコード | ポリドール・レコード | ポリドール・レコード                 | ポリドール・レコード                   | ポリドール・レコード                 |
| -------------------- | -------------------- | -------------------- | ------------------------------------ | -------------------------------------- | ------------------------------------ |
| 1974年6月10日        | DR-1859              | 24位                 | 太陽にほえろ！ 100回放映記念主題曲集 | A1                                     | 「太陽にほえろ！」のテーマ           |
| 1974年6月10日        | DR-1859              | 24位                 | 太陽にほえろ！ 100回放映記念主題曲集 | A2                                     | 「太陽にほえろ！」追跡のテーマ       |
| 1974年6月10日        | DR-1859              | 24位                 | 太陽にほえろ！ 100回放映記念主題曲集 | B1                                     | 「太陽にほえろ！」愛のテーマ         |
| 1974年6月10日        | DR-1859              | 24位                 | 太陽にほえろ！ 100回放映記念主題曲集 | B2                                     | 「太陽にほえろ！」怒りのテーマ       |
| 1976年1月21日        | DR-3015              | 86位                 | 太陽にほえろ！4                      | A1                                     | 冒険のテーマ・1                      |
| 1976年1月21日        | DR-3015              | 86位                 | 太陽にほえろ！4                      | A2                                     | 冒険のテーマ・2                      |
| 1976年1月21日        | DR-3015              | 86位                 | 太陽にほえろ！4                      | B1                                     | 新「愛」のテーマ                     |
| 1976年9月1日         | DR-6038              | 77位                 | 太陽にほえろ！'76                    | A                                      | スコッチ刑事のテーマ                 |
| 1976年9月1日         | DR-6038              | 77位                 | 太陽にほえろ！'76                    | B                                      | 華麗なる情熱                         |
| 1977年7月10日        | DR-6120              | 83位                 | 太陽にほえろ！                       | A                                      | ロッキー刑事のテーマ                 |
| 1977年7月10日        | DR-6120              | 83位                 | 太陽にほえろ！                       | B                                      | ロッキー刑事"放浪"のテーマ           |
| 1977年10月1日        | DR-6149              | 86位                 | 太陽にほえろ！                       | A                                      | ロッキー刑事のテーマ PART2           |
| 1977年10月1日        | DR-6149              | 86位                 | 太陽にほえろ！                       | B1                                     | ロッキー刑事"友情"のテーマ           |
| 1977年10月1日        | DR-6149              | 86位                 | 太陽にほえろ！                       | B2                                     | ロッキー刑事"愛"のテーマ             |
| 1977年10月1日        | DR-6195              |                      | 太陽にほえろ！'78                    | A                                      | 刑事たちの誓い（"ゴリさん"のテーマ） |
| 1977年10月1日        | DR-6195              | B                    | 太陽にほえろ！'78                    | 刑事たちの真実（"山さん"真実のテーマ） |                                      |
| 1979年8月21日        | DR-6349              |                      | 太陽にほえろ！                       | A                                      | 走れ！スニーカー                     |
| 1979年8月21日        | DR-6349              | B                    | 太陽にほえろ！                       | 跳べスニーカー                         |                                      |
| 1979年8月21日        | DR-6350              |                      | 太陽にほえろ！                       | A                                      | メインテーマ '79                     |
| 1979年8月21日        | DR-6350              | B                    | 太陽にほえろ！                       | トロピカル・ウインド・サマー           |                                      |

#### アルバム
| 発売日         | レーベル                 | 規格   | 規格品番      | タイトル |
| -------------- | ------------------------ | ------ | ------------- | --- |
| 1975年2月21日  | ポリドールレコード       | LP     | MR-7005       | 太陽にほえろ！ / 傷だらけの天使 オリジナル・サウンド・トラック主題曲集                                                    |
| 1991年12月1日  | ポリドールレコード       | CD     | POCH-1105     | 太陽にほえろ！ / 傷だらけの天使 オリジナル・サウンド・トラック主題曲集                                                    |
| 1975年5月25日  | 東宝レコード             | LP     | AX-8024       | 太陽にほえろ！ / 俺たちの勲章 オリジナル・サウンド・トラック主題曲集                                                      |
| 1975年11月21日 | 東宝レコード             | LP     | AX-8033       | 太陽にほえろ！オリジナル・サウンド・トラック 総集編                                                                       |
| 1976年3月10日  | ポリドールレコード       | LP     | MR-7012       | 太陽にほえろ！ベスト オリジナル・サウンドトラック                                                                         |
| 1992年10月1日  | ポリドールレコード       | CD     | POCH-1151     | 太陽にほえろ！ベスト オリジナル・サウンドトラック                                                                         |
| 1976年9月1日   | ポリドールレコード       | LP     | MR-7016       | "組曲" 太陽にほえろ！'76 SUNRIZE                                                                                          |
| 1976年9月1日   | ポリドールレコード       | CT     | KSF-1014      | "組曲" 太陽にほえろ！'76 SUNRIZE                                                                                          |
| 1992年10月1日  | ポリドールレコード       | CD     | POCH-1152     | "組曲" 太陽にほえろ！'76 SUNRIZE                                                                                          |
| 1977年10月21日 | ポリドールレコード       | LP     | MR-7023       | 太陽にほえろ！オリジナル・サウンド・トラック 甦れ、あの刑事たちよ!!                                                       |
| 1977年10月21日 | ポリドールレコード       | CT     |               | 太陽にほえろ！オリジナル・サウンド・トラック 甦れ、あの刑事たちよ!!                                                       |
| 1992年10月1日  | ポリドールレコード       | CD     | POCH-1153     | 太陽にほえろ！オリジナル・サウンド・トラック 甦れ、あの刑事たちよ!!                                                       |
| 1978年5月1日   | ポリドールレコード       | LP     | MR-7035       | 太陽にほえろ！'78 走れ！翔べ！叫べ！不滅の七曲署                                                                          |
| 1978年5月1日   | ポリドールレコード       | CT     | CRQ4037       | 太陽にほえろ！'78 走れ！翔べ！叫べ！不滅の七曲署                                                                          |
| 1992年10月1日  | ポリドールレコード       | CD     | POCH-1108     | 太陽にほえろ！'78 走れ！翔べ！叫べ！不滅の七曲署                                                                          |
| 1979年4月1日   | ポリドールレコード       | LP     | MR-9166/7     | 太陽にほえろ！総集編 オリジナル・サウンドトラック                                                                         |
| 1979年9月10日  | ポリドールレコード       | LP     | MR-7052       | 太陽にほえろ！'79 井上尭之バンド・イン・グアム                                                                            |
| 1979年9月10日  | ポリドールレコード       | CT     | CR1629        | 太陽にほえろ！'79 井上尭之バンド・イン・グアム                                                                            |
| 1992年10月1日  | ポリドールレコード       | CD     | POCH-1107     | 太陽にほえろ！'79 井上尭之バンド・イン・グアム                                                                            |
| 1980年9月1日   | ポリドールレコード       | LP     | 23MX-3002     | 太陽にほえろ！'80 ※ フリー・ウェイズと共同名義                                                                            |
| 1980年9月1日   | ポリドールレコード       | CT     |               | 太陽にほえろ！'80 ※ フリー・ウェイズと共同名義                                                                            |
| 1992年10月1日  | ポリドールレコード       | CD     | POCH-1154     | 太陽にほえろ！'80 ※ フリー・ウェイズと共同名義                                                                            |
| 1983年2月25日  | ポリドールレコード       | LP     | 23MX-3091     | 太陽にほえろ！'83 ※ フリー・ウェイズ、大野克夫バンドと共同名義                                                            |
| 1983年2月25日  | ポリドールレコード       | CT     | 30CX-3105     | 太陽にほえろ！'83 ※ フリー・ウェイズ、大野克夫バンドと共同名義                                                            |
| 1993年3月1日   | ポリドールレコード       | CD     | POCH-1189     | 太陽にほえろ！'83 ※ フリー・ウェイズ、大野克夫バンドと共同名義                                                            |
| 1983年11月25日 | ポリドールレコード       | LP     | 50MX3097～9   | 太陽にほえろ！オリジナル・サウンドトラック・コレクション 1972-1983 Vol.1 ※ フリー・ウェイズ、大野克夫バンドと共同名義     |
| 1983年11月25日 | ポリドールレコード       | CT     | 50CX-3120/1   | 太陽にほえろ！オリジナル・サウンドトラック・コレクション 1972-1983 Vol.1 ※ フリー・ウェイズ、大野克夫バンドと共同名義     |
| 1992年12月2日  | ポリドールレコード       | CD     | POCH-1166/8   | 太陽にほえろ！オリジナル・サウンドトラック・コレクション 1972-1983 Vol.1 ※ フリー・ウェイズ、大野克夫バンドと共同名義     |
| 1983年6月25日  | ポリドールレコード       | LP     | 50MX3111～3   | 太陽にほえろ！オリジナル・サウンドトラック・コレクション 1972-1983 Vol.2 ※ フリー・ウェイズ、大野克夫バンドと共同名義     |
| 1983年6月25日  | ポリドールレコード       | CT     |               | 太陽にほえろ！オリジナル・サウンドトラック・コレクション 1972-1983 Vol.2 ※ フリー・ウェイズ、大野克夫バンドと共同名義     |
| 1992年12月2日  | ポリドールレコード       | CD     | POCH-1169/71  | 太陽にほえろ！オリジナル・サウンドトラック・コレクション 1972-1983 Vol.2 ※ フリー・ウェイズ、大野克夫バンドと共同名義     |
| 1985年4月25日  | ポリドールレコード       | LP     | 35MX3188～9   | 太陽にほえろ！オリジナル・サウンドトラック・コレクション '76/'80-'84 Vol.３ ※ フリー・ウェイズ、大野克夫バンドと共同名義  |
| 1985年4月25日  | ポリドールレコード       | CT     | 35CX-3165/6   | 太陽にほえろ！オリジナル・サウンドトラック・コレクション '76/'80-'84 Vol.３ ※ フリー・ウェイズ、大野克夫バンドと共同名義  |
| 1993年12月1日  | ポリドールレコード       | CD     | POCH1304/05   | 太陽にほえろ！オリジナル・サウンドトラック・コレクション '76/'80-'84 Vol.３ ※ フリー・ウェイズ、大野克夫バンドと共同名義  |
| 1987年2月1日   | ポリドールレコード       | LP     | 85MX3125～9   | 太陽にほえろ！オリジナル・サウンドトラック・コレクション・ファイナル '72-'86 ※ フリー・ウェイズ、大野克夫バンドと共同名義 |
| 1993年12月1日  | ポリドールレコード       | CD     | POCH-1306/9   | 太陽にほえろ！オリジナル・サウンドトラック・コレクション・ファイナル '72-'86 ※ フリー・ウェイズ、大野克夫バンドと共同名義 |
| 1994年12月19日 | ポリドールレコード       | CD     | POCH-1446～51 | 太陽にほえろ! ポリドール・マスター・コンプリート’72～’86 ※ フリー・ウェイズ、大野克夫バンドと共同名義                     |
| 2010年1月27日  | ユニバーサルミュージック | SHM-CD | UPCY6565      | 太陽にほえろ! オリジナル・サウンドトラック 70’sベスト                                                                     |

### その他

#### シングル
| 発売日               | 規格品番             | 順位                 | メインタイトル       | 面                   | 曲名                 |
| ポリドール・レコード | ポリドール・レコード | ポリドール・レコード | ポリドール・レコード | ポリドール・レコード | ポリドール・レコード |
| -------------------- | -------------------- | -------------------- | -------------------- | -------------------- | -------------------- |
| 1974年9月21日        | DR-1888              | 24位                 | 傷だらけの天使       | A1                   | 傷だらけの天使       |
| 1974年9月21日        | DR-1888              | 24位                 | 傷だらけの天使       | A2                   | 天使の憂鬱           |
| 1974年9月21日        | DR-1888              | 24位                 | 傷だらけの天使       | B1                   | 天使の享楽           |
| 1974年9月21日        | DR-1888              | 24位                 | 傷だらけの天使       | B2                   | 天使の欲望           |
| 1975年3月21日        | DR-1919              | 91位                 | 雨のアムステルダム   | A                    | 雨のアムステルダム   |
| 1975年3月21日        | DR-1919              | 91位                 | 雨のアムステルダム   | B                    | 愛のテーマ           |
| 1975年8月1日         | DR-1959              | 29位                 | 悪魔のようなあいつ   | A                    | 男たちの夢           |
| 1975年8月1日         | DR-1959              | 29位                 | 悪魔のようなあいつ   | B                    | 良の悪夢             |
| 1975年11月25日       | DR-3005              | 75位                 | 前略おふくろ様       | A1                   | メインテーマ         |
| 1975年11月25日       | DR-3005              | 75位                 | 前略おふくろ様       | A2                   | <三郎>のテーマ       |
| 1975年11月25日       | DR-3005              | 75位                 | 前略おふくろ様       | B1                   | テーマ曲             |
| 1975年11月25日       | DR-3005              | 75位                 | 前略おふくろ様       | B2                   | <秀次>のテーマ       |

#### アルバム
| 発売日        | レーベル   | 規格 | 規格品番   | タイトル                                                                   |
| ------------- | ---------- | ---- | ---------- | -------------------------------------------------------------------------- |
| 1975年        | ポリドール | LP   | MR-7007    | 井上堯之 映画音楽の世界 雨のアムステルダム-青春の蹉跌･蔵王絶唱-            |
| 2009年3月6日  | 富士キネマ | CD   | FJCM2      | 井上堯之 映画音楽の世界 雨のアムステルダム-青春の蹉跌･蔵王絶唱-            |
| 2019年4月17日 | 富士キネマ | CD   | FJCM002RE  | 井上堯之 映画音楽の世界 雨のアムステルダム-青春の蹉跌･蔵王絶唱-            |
| 1975年        | ポリドール | LP   | MR-7008    | 悪魔のようなあいつ / 寺内貫太郎一家 オリジナル・サウンド・トラック主題曲集 |
| 1991年12月1日 | ポリドール | CD   | POCH-1109  | 悪魔のようなあいつ / 寺内貫太郎一家 オリジナル・サウンド・トラック主題曲集 |
| 1975年        | ポリドール | LP   | MR-7010    | 前略おふくろ様 オリジナル・サウンド・トラック                              |
| 1991年12月1日 | ポリドール | CD   | POCH-1108  | 前略おふくろ様 オリジナル・サウンド・トラック                              |
| 1980年3月21日 | ポリドール | LP   | MRA-9648/9 | 井上堯之バンド・フィナーレ                                                 |